# Nederlands landskampioenschap voetbal 1906/1907
Devatenáctý ročník Nederlands landskampioenschap voetbal 1906/07 (česky: Nizozemské fotbalové mistrovství) se účastnilo již nově 17 klubů, které byli rozděleny do ve dvou skupin (Východní a Západní). Vítězové skupin odehrály dva zápasy o titul. Titul získal již poosmév klubové historii Haagsche VV, který porazil ve finále EFC PW 1885 5:3 a 4:1.